# Pseudaleuroplatus litseae
Pseudaleuroplatus litseae là một loài côn trùng cánh nửa trong họ Aleyrodidae, phân họ Aleyrodinae.
Pseudaleuroplatus litseae được Dumbleton miêu tả khoa học đầu tiên năm 1956.